# كشتمنة شرق
قرية كشتمنة شرق هي إحدى القرى التابعة لمركز نصر النوبة في محافظة أسوان في جمهورية مصر العربية.